# Maurizio Nichetti
Maurizio Nichetti (Milão, 8 de maio de 1948) é um roteirista, ator e cineasta italiano.